# James Richardson (ontdekkingsreiziger)

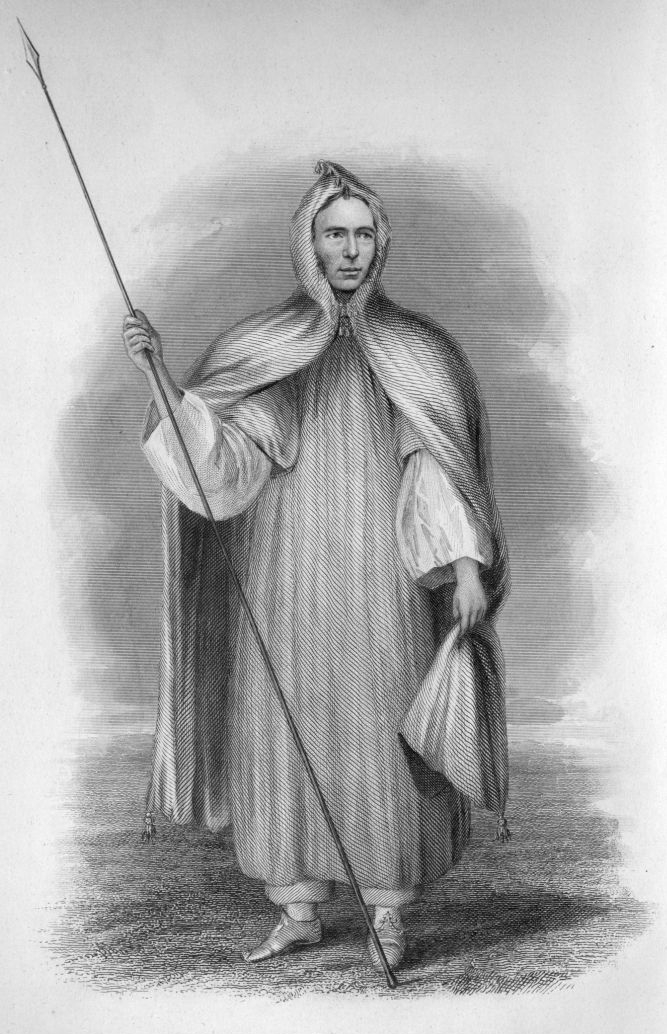
James Richardson, gehuld in de traditionele kledij uit Ghadames.

James Richardson (Boston, 3 november 1809 - Ngurutua, bij Kukawa, 3 maart 1851) was een Britse missionaris, abolitionist en ontdekkingsreiziger die tot tweemaal toe een reis maakte naar het binnenland van Libië, maar op de tweede reis omkwam.
Richardson kwam aan in Noord-Afrika in 1845, als afgezant van de Bible Society. Zijn taak was, naast het verrichten van missionariswerk, het bestrijden van de slavenhandel. Ook wilde hij de mogelijkheden van handelscontacten met het gebied onderzoeken. In Tripoli werd hij geholpen door de Britse viceconsul Hanmer Warrington, en vandaaruit trok hij het binnenland in naar Ghadames en Ghat. Hij reisde openlijk als Europeaan en christen, en presenteerde zichzelf als consul van koningin Victoria. Hij had prettig contact met sjeik Hatita in Ghat, en kreeg waardevolle inlichtingen over het gehele gebied tot Timboektoe aan toe.
In 1850 vertrok Richardson opnieuw naar Afrika, dit keer in gezelschap van Heinrich Barth en Adolf Overweg. De drie mannen trokken via Murzuk, Ghat en Agades de Sahara over. Daarna splitsten zich hun routes. Richardson trok oostwaarts, naar Bornu, maar overleed op 3 maart 1851 te Ngurutua bij Kukawa, mogelijk aan een zonnesteek.

## Publicaties
- Travels in the great desert of Sahara, in the years of 1845 and 1846 (Londen 1848)
- Narrative of a mission to Central Africa, performed in the years 1850-1851 (Londen 1853)